# Zmienna objaśniana
Zmienna objaśniana (zmienna endogeniczna, zmienna odpowiedzi, zmienna prognozowana, zmienna wewnętrzna) – zmienna, której wartości są estymowane przez model statystyczny (w szczególności model ekonometryczny). Jej przeciwieństwem jest zmienna objaśniająca / egzogeniczna.
Czasem zmienna objaśniana zwana jest też zmienną zależną. Jest to w algebrze inna nazwa funkcji argumentów, zwanych zmiennymi niezależnymi.